# Formica yessenssis
Formica yessenssis é uma espécie de formiga do gênero Formica, pertencente à subfamília Formicinae.